# ロックン・ロール・スター (バーズの曲)
「ロックン・ロール・スター」（So You Want to Be a Rock 'n' Roll Star）は、バーズが1967年に発表した楽曲。

## 概要
1966年9月、コメディードラマ『ザ・モンキーズ・ショー』が放映開始され、念入りな計算のもとにつくられた4人組のグループ、モンキーズはほどなく世界的な名声を獲得した。番組の成功に伴い、デビュー・シングル「恋の終列車」はチャートをかけのぼり、11月に全米1位を記録する。
バーズの専門家のティム・コナーズは、「ロックン・ロール・スター」はモンキーズの現象に触発されて書かれた作品だと解釈した。ただし作者のジム・マッギン、クリス・ヒルマンはモンキーズに限らず、当時の音楽業界の現状を広くテーマにして書いたと主張している。マッギンは音楽ジャーナリストのピート・フレイムから受けたインタビューで次のように答えている。
レコーディングは1966年11月28日から11月30日にかけてと、12月1日にコロムビア・スタジオで行われた。トランペットは南アフリカ出身のミュージシャン、ヒュー・マセケラが吹いている。挿入される観客のヒステリックな叫び声は、1965年8月15日にボーンマスで行われたバーズ自身のコンサートの音源から取られた。
1967年1月9日、シングルとして発表、B面はデヴィッド・クロスビーが書いた「燃えつくせ」。同年2月6日に発売されたアルバム『昨日よりも若く』に収録された。ビルボード・ホット100で29位を記録した。
同年6月に開催されたモントレー・ポップ・フェスティバルに出演した際、グループは、同じくフェスティバルに出演したヒュー・マセケラとともに本作品を演奏した。このときのライブ・バージョンは1992年に出たボックス・セット『The Monterey International Pop Festival』で聴くことができる。そのほか、『（タイトルのないアルバム）』『Live at the Fillmore – February 1969』『Live at Royal Albert Hall 1971』などでもライブ・バージョンを聴くことができる。

## カバー・バージョン
- ザ・ムーヴ - 1968年のライブEP『Something Else from The Move』に収録。
- ブラック・オーク・アーカンソー - 1977年のコンピレーション・アルバム『The Best of Black Oak Arkansas 』に収録。
- パティ・スミス・グループ - 1979年のアルバム『Wave』に収録。
- トム・ペティ&ザ・ハートブレイカーズ - 1985年のライブ・アルバム『Pack Up the Plantation: Live!』に収録。
- ロクセット - 1993年1月9日収録の「MTVアンプラグド」で演奏。
- L⇔Rｰ1997年発売のライブ・アルバム『L⇔R LIVE RECORDINGS 1994～1997』に収録。
- タヒチ80 - 1999年のアルバム『パズル』に収録
- ロニー・ウッド - 2001年のアルバム『Not for Beginners』に収録。